# Fundación Ford
La Fundación Ford (en inglés Ford Foundation) es una fundación caritativa, domiciliada en Nueva York, Estados Unidos, creada para financiar programas que promuevan la democracia, reduzcan la pobreza, promuevan la cooperación internacional y el desarrollo humano. Su actual presidente es Darren Walker.
Desde que fue iniciada, en 1936, la Fundación Ford ha funcionado como una organización independiente, no lucrativa y no gubernamental. La fundación realiza sus aportes a través de sus oficinas centrales en Nueva York y a través de doce oficinas internacionales, ubicadas en diversos países del mundo. 
Históricamente la fundación Ford ha sido una de las instituciones filantrópicas con una mayor dotación económica. Según datos de la OCDE, la fundación se encuentra entre las 10 entidades privadas de carácter filantrópico con una mayor contribución a la cooperación y al desarrollo con una dotación económica de más de 237 millones de dólares en 2020

## Historia
La Fundación Ford fue creada el 15 de enero de 1936 por Edsel Ford, el hijo de Henry Ford, y dos ejecutivos de la Ford Motor Company "para recibir y administrar fondos para propósitos científicos, educativos y caritativos, para el bienestar público".
Durante sus primeros años, la fundación funcionó en Míchigan, bajo la dirección de los miembros de la familia Ford y sus asociados, y apoyaba organizaciones tales como el Hospital Henry Ford, Greenfield Village y el Museo Henry Ford, entre otros. 
Tras la muerte de Edsel Ford, en 1943, y Henry Ford, en 1947, la presidencia de la Fundación Ford correspondió al mayor de los hijos de Edsel, Henry Ford II. Bajo su dirección, el consejo de administración de la fundación decidió que se elaborara un informe para determinar cómo debía continuar la fundación. El comité designado para tal tarea, liderado por el abogado californiano H. Rowan Gaither, recomendó que la Fundación Ford debía dedicarse a promover la paz, la libertad y la educación en todo el mundo. 
La fundación ha proporcionado financiación para importantes proyectos en Estados Unidos, incluyendo la antigua cadena de televisión National Educational Television (NET), que inició sus transmisiones en 1952. Sin embargo, posteriormente la Fundación Ford, con la ayuda de la Corporation for Public Broadcasting (CPB) la cerró y la substituyó con la Public Broadcasting Service (PBS), en octubre de 1970.
En 1952, la fundación abrió su primera oficina internacional en Nueva Delhi, India. En 1976, prestó su ayuda para el lanzamiento del Banco Grameen, de Muhammad Yunus, que ofrecería microcréditos a las personas de escasos recursos de Bangladés. 
A finales de los años 80, la fundación comenzó a realizar aportes para el combate contra el SIDA, que incluyó ayuda para el establecimiento de un programa de US$ 4,5 millones para mejorar la educación y el tratamiento sobre esta enfermedad incurable. 
Con excepción de su nombre, la Fundación Ford no tiene ninguna conexión con la Ford Motor Company ni con la familia Ford desde hace más de treinta años. Henry Ford II, renunció a la directiva de la fundación en 1976. En la actualidad el único miembro de la familia Ford que forma parte de la junta directiva es Henry Ford III.

## Críticas
La Fundación Ford ha sido acusada de apoyar causas consideradas progresistas. Incluso se ha tratado de demostrar que tendría vínculos con la CIA.